# سانديش جهينغان
سانديش جهينغان (بالإنجليزية: Sandesh Jhingan) (21 يوليو 1993) هو لاعب كرة قدم هندي يلعب في صفوف نادي بنغالورو ومنتخب الهند لكرة القدم.

## روابط خارجية
- سانديش جهينغان على موقع إي إس بي إن إف سي (الإنجليزية)
- سانديش جهينغان على موقع قاعدة بيانات كرة القدم.إي يو (الإنجليزية)
- سانديش جهينغان على موقع ناشيونال فوتبول تيمز (الإنجليزية)
- سانديش جهينغان على موقع Soccerway.com (الإنجليزية)
- سانديش جهينغان على موقع عالم كرة القدم.نت (الإنجليزية)